# Оренбургнефть
Крупное нефтедобывающее объединение, расположенное в Оренбургской области со штаб-квартирой в городе Бузулуке. АО «Оренбургнефть» владеет около 100 лицензионными участками и 93 месторождениями. Входит в структуру Роснефть.

## Структура и география деятельности
АО «Оренбургнефть» ведёт свою производственную деятельность не только в Оренбургском регионе, но и на территории Астраханской, Самарской и Саратовской областей.
Саратовская область:
Один лицензионный участок. Куликовский лицензионный участок АО «Оренбургнефть» расположен на территории Перелюбского района Саратовской области.
Самарская область:
Четыре лицензионных участка. Лицензионные участки АО «Оренбургнефть» в Самарской области — Пешковский и Бугринский — расположены на территории Алексеевского, Большеглушицкого, Большечерниговского районов. Лицензионные участки ООО «Бугурусланнефть» — Саврушинский, Западно-Степановский, Трубецкой — на территории Похвистневского района.
Астраханская область:
Три лицензионных участка. На территории Астраханской области — в Володарском, Красноярском, Наримановском и Приволжском районах — расположены 3 лицензионных участка АО «Оренбургнефть»: Ватажный (северный), Кириклинский и Светлошаринский.

## Динамика добычи нефти
АО «Оренбургнефть» — крупное нефтедобывающее предприятие Российской Федерации. До 2002 года добыча нефти в регионе составляла 7—7,5 млн тонн в год и считалось, что она может продолжаться только в падающем режиме. Но в 2002 году был преодолен психологический рубеж в 10 млн тонн нефти. В 2004 году был побит рекорд советского времени в 13,1 млн тонн. Далее был только рост нефти. В 2008 году был поставлен очередной исторический рекорд — 17 млн 317 тыс. тонн нефти. Оренбургскими предприятиями Компании за 2008 г добыто более 17,3 млн т нефти, что на 1,7 % больше, чем за 2007 г. Добыча газа за 2008 год составила более 1,8 млрд м³, что на 5 % больше, чем за 2007 г.

## Руководители
- 1955—1969 Павел Алексеев
- 1994—1999 Рэм Храмов
- 1999—2001 Азат Шамсуаров
- 2001—2002 Виталий Ткачев
- 2002—2005 Михаил Осипов
- 2005—2010 Александр Берман
- 2010—2012 Валерий Батрашкин
- 2012—2013 Игорь Рустамов
- 2013—2013 Аркадий Кузнецов
- 2013—2014 Игорь Кристьян
- 2014—2015 Геннадий Сарычев
- 2015—2018 Игорь Пупченко
- 2018—2021 Денис Худяков
- 2021 — н.в. Хлебников Сергей Павлович